# Nino Ferraù
Nino Ferraù (Galati Mamertino, 12 ottobre 1923 – Messina, 23 dicembre 1984) è stato un poeta italiano.

## Biografia
Dopo aver trascorso molta parte della sua infanzia presso i Padri Rogazionisti di Messina, conseguì il Diploma di insegnante elementare a Sant'Agata di Militello. Insegnò presso diverse scuole della provincia messinese fino a trasferirsi definitivamente a Messina, dove visse fino alla morte.
Negli anni ’50, fondò la corrente letteraria dell’Ascendentismo, d’indirizzo antidecadentistico e antiermetico, che ebbe come suo principale organo di stampa la rivista "Selezione poetica".
Di lui, come di aspetti della sua vasta produzione poetica, si sono interessate personalità note. Lo scrittore Virgilio Brocchi definì la sua opera “una miniera di gemme e una fonte di rivelazioni”. Nel 1948, Benedetto Croce in questi termini parlava di Ferraù “Così carico di lavoro come sono non pensavo di poter riuscire a leggere i tre volumi di Nino Ferraù, cortesemente inviatimi. Ma la lettura della prima pagina mi ha costretto a leggere tutto il suo volume, e la lettura del primo volume mi ha incoraggiato a leggere tutti gli altri…Questo giovane è molto più vecchio dei suoi anni; una sete di universale lo distingue e lo trasfigura. Per questo io ammiro…il coraggio, la sincerità e la passione che il Ferraù dimostra nelle sue lotte…”.
Fu amico e mantenne corrispondenze con gli intellettuali del suo tempo come Cesare Pavese, Salvatore Quasimodo e Francesco Sapori. La sua opera fu apprezzata da alte personalità del mondo della cultura e della politica come Giorgio De Chirico, Vincenzo Consolo e Giuseppe Saragat.
Legato profondamente alla sua terra natìa, Galati Mamertino, paese arroccato sulle montagne dei Nebrodi, in provincia di Messina, su cui ha scritto liriche di intensa e struggente forza evocativa, in realtà la sua attività poetica ha progressivamente varcato la dimensione regionale per assumere una portata nazionale, come testimoniano i numerosi riconoscimenti tributatigli da autorevoli rappresentanti del mondo della cultura - da Croce a Camus, a Flora, Sapori, Spagnoletti ecc. - e da importanti istituzioni culturali italiani ed estere. Di recente, ha scritto di lui Cosimo Cucinotta, già professore ordinario di Letteratura italiana nella Facoltà di Lettere e Filosofia dell'Università di Messina:
"L'universo poetico di Nino Ferraù, quale è venuto espandendosi attraverso la sapiente vicenda editoriale delle sillogi postume - da 'Orme di viandante' (1985) a 'Mosaico di luci' (2010) - ruota intorno ad alcuni nuclei dominanti, risolti e variati inesauribilmente nell'evolversi e intrecciarsi di molteplici tensioni liriche: il rapporto col divino, la riflessione sul mistero della poesia e sul ruolo del poeta, l'amore, gli affetti familiari, tematiche sempre sorrette da una volontà, estremamente lucida e nutrita di forti istanze etiche, che il poeta ha maturato in funzione di un generoso e coerente chiarimento delle molteplici coordinate della propria poetica, contestualmente al divenire di una scrittura sempre attenta alla comprensione di tutti i colori del mondo e di ogni vibrazione interiore. Si tratta - nelle prospettive più vaste della struttura che è venuta componendosi, al di là della scansione delle sillogi - di un organico e coerente progetto garantito soprattutto dalla duplice volontà di impegnarsi nel dialogo con Dio e nella meditazione sulla sostanza segreta della poesia, nonché da un'intensa tensione erotica che viene sempre più dilatandosi, sia sul versante di un vigilie e velato autobiografismo come sul piano di una inesausta meditazione sulla natura dell'amore, sino a realizzarsi nell'architettura di un organico canzoniere, tra i più felici e intensi della lirica novecentesca".
Grazie all'impegno costante del fratello Giuseppe, dopo la morte del poeta, sono state pubblicate dall'editore GBM di Messina le seguenti raccolte poetiche: 
- Orme di viandante (1985)
- Immagine azzurra (1987)
- Grumi di terra (1988)
- E sentirci così (1999)
- Album (1993)
- Pietre di fiume (1998)
- Mosaico di luci (2010)
Dal 1985 al 1992, in sua memoria, a Galati Mamertino si è svolto il “Premio nazionale di poesia Nino Ferraù”, in grado di attrarre artisti del calibro di Arnoldo Foà, Paola Gassman, Ugo Pagliai e Severino Gazzelloni, oltre che sollecitare l'invio di migliaia di poesie da tutte le parti d'Italia. A partire dal 2018, il premio è stato ripreso, come segno del mai sopito interesse nei confronti dell'arte poetica di Ferraù e della volontà di perpetuarne la memoria e conoscenza presso le nuove generazioni

## Opere
Mosaico di luci (Gbm, 2010)